# Olympische Jugend-Sommerspiele 2010/Teilnehmer (Irland)
| Gelbes Symbol für Goldmedaillen mit stilisierten Olympischen Ringen | Graues Symbol für Silbermedaillen mit stilisierten Olympischen Ringen | Braundes Symbol für Bronzemedaillen mit stilisierten Olympischen Ringen |
| ------------------------------------------------------------------- | --------------------------------------------------------------------- | ----------------------------------------------------------------------- |
| 1                                                                   | —                                                                     | —                                                                       |

Die Jugend-Olympiamannschaft aus Irland für die I. Olympischen Jugend-Sommerspiele vom 14. bis 26. August 2010 in Singapur bestand aus 25 Athleten.

## Athleten nach Sportarten

### Boxen
Jungen
- Ryan Burnett
Halbfliegengewicht: Gold
- Joe Ward
Mittelgewicht: 6. Platz

### Hockey
Mädchen
- 5. Platz
- Lucy Camlin
- Jenna Holmes
- Rebecca Barry
- Emily Beatty
- Chloe Brown
- Amy Cooke
- Leah Ewart
- Lisa McCarthy
- Kerri McDonald
- Antonia McGrath
- Lucy McKee
- Katerine Morris
- Katie Mullan
- Joanne Orr
- Róisín Upton
- Amy-Kate Trevor

### Leichtathletik
| Mädchen - Kate Veale 5 km Gehen: 4. Platz | Jungen - Mark English 1000 m: 8. Platz |

### Moderner Fünfkampf
Mädchen
- Emily Greenan
Einzel: 21. Platz
Mixed: 10. Platz (mit Jorge Camacho  Mexiko)

### Rudern
Mädchen
- Denise Walsh
Einer: DNS (Finale)

### Segeln
Mädchen
- Sophie Murphy
Byte CII: 17. Platz

### Tennis
Jungen
- John Morrissey
Einzel: Viertelfinale
Doppel: 1. Runde (mit Alessandro Colella  Italien)

### Triathlon
Mädchen
- Laura Casey
Einzel: 9. Platz
Staffel: 4. Platz (im Team Europa 2)